# Jef Kazak
Jef Kazak est un façadeklacher (peintre en bâtiment) bruxellois de fiction.
Personnage imaginaire créé par Jean d'Osta, bruxellois qui narra ses tribulations, monologues en bruxellois signés du nom de son héros Jef KAZAK, pendant plusieurs dizaines d'années dans les hebdomadaires belges Germinal ? et Vlan.
Jean d'Osta a publié deux recueils de ces savoureux monologues, ainsi qu'un disque vinyle 33T.